# Cas Reeflay
El cas Reeflay és un incident al poble d'⁣Ivanovka, districte de Ramensky, a la regió Óblast de Moscou, durant el qual el videobloguer Stanislav Reshetnyak (Reeflay) va cometre l'homicidi involuntari de la seva xicota Valentina Grigorieva durant una transmissió a YouTube. Posteriorment, l'incident va provocar un clam públic, contra el qual el blogger va ser processat i el seu canal va ser bloquejat. Entre altres coses, el cas va cridar l'atenció dels mitjans estrangers.

## Incident
La nit del 2 de desembre de 2020, Reeflay va emetre al seu canal de YouTube des d'una casa de lloguer al districte urbà de Ràmenskoie. En aquest moment, Valentina Grigorieva la seva parella i la seva amiga comuna Marina Saratovtseva estaven amb ells. Estaven bevent, i en algun moment Stanislav i Valentina es van barallar.
Segons la versió oficial de la investigació, durant la baralla amb Valentina, Reshetnyak va donar nombrosos cops al cap i al cos de la noia. Va caure a terra, i llavor la noia va agafar els cables amb les mans, interrompent així la retransmissió en directe. A Reshetnyak no li va agradar, i ell, una vegada més va estar colpejant a la Valentina, fins que la va llançar fora a una sala de calderes sense calefacció. El fet de la pallissa es confirmà amb la presència de contusions al cos de la noia i el testimoni de l'altra participant Marina, en l'emissió en directe. Marina volia endur-se a Valentina, però Stanislav, segons ella, no li va permetre fer-ho. Així que veient la situació Marina va decidir anar-se'n sola. En els directes de Stanislav eren coneguts els episodis en què maltractava Valentina, arribant a humiliar-la en públic pels problemes intestinals d'ella, ruixant-la amb gas prebre, pegant-li, i insultant-la per ordre dels seguidors de l'emissió en directe que pagaven per veure-ho.
Després d'uns instants, el bloguer va reprendre l'emissió, informant els espectadors sobre el segons la seva opinió el "comportament indigne de Valentina". Reshetnyak va compartir obertament els detalls del que va passar després de tallar-se la retransmissió: "Li vaig clavar un parell de cops" i "la vaig ruixar deu vegades amb aigua freda" per tal de "recuperar-la", deixant-la al passadís amb roba interior per "ventilar-la". A petició dels subscriptors, Reeflay va sortir a comprovar com es trobava la noia, però la va trobar ja inconscient. El bloguer la va arrossegar fins al sofà, va començar a plorar i va demanar al públic que truqués a una ambulància. Tanmateix, quan van arribar els metges, va resultar que Valentina ja era morta. Durant tot aquest temps es va asseure davant de la càmera i va beure xampany mentre la seva xicota morta estava estirada al sofà. Al final va apagar l'aire condicionat quan van arribar els agents de la policia.
Reshetnyak va ser detingut posteriorment. Durant la investigació, l'acusat va ser traslladat a un centre de presó preventiva durant dos mesos. Durant l'examen, es va revelar que la víctima va morir abans que arribessin els metges per compressió del cervell per un hematoma format a conseqüència d'una lesió craniocerebral tancada que se li va infligir. També es van trobar rastres de substàncies estupefaents a la sang de Stanislav i Valentina.

## Judici
El 27 d'abril de 2021, el tribunal de la ciutat de Ramensky va emetre un veredicte: Reshetnyak va ser declarat culpable en virtut de la part 4 de l'article 111 ("Inflicció intencionada de danys greus a la salut, perillós per a la vida humana, que va provocar la mort d'una persona per negligència") del Codi Penal de la Federació Russa. I fou condemnat a 6 anys en una colònia penitenciària de màxima seguretat.
El febrer de 2024, el Tribunal Regional d'Uliànovsk va substituir la sentència de Reshetnyak: va ser alliberat de la colònia i condemnat a treballs forçats per un període de 2 anys 10 mesos 13 dies amb la deducció del 15% del seu sou.

## Stanislav Reshetnyak
Stanislav Vyacheslavovich Reshetnyak va néixer el 23 d'octubre de 1990 a Moscou. Conegut al món streamer amb el sobrenom de Reeflay / Panini. Segons l'àvia del bloguer, Lydia Verkhushkina, va viure amb ella fins als 9 anys i en parlava bé d'ell. Després d'acabar els estudis i aprovar l'examen d'estat unificat, va anar a estudiar, però va abandonar els estudis un any després. Després de l'exèrcit es va dedicar a la reparació d'ordinadors. Segons les seves pròpies paraules, "va fer moltes coses"; fins a començar amb emissions dedicades als videojocs.

## Valentina Grigorieva
Valentina Maksimovna Grigorieva va néixer el 22 de juliol de 1993 a Krasnodar i posteriorment es va traslladar a Moscou. Va emetre en streaming sota el pseudònim de Valentina Genialnaya. Segons amics i coneguts de Krasnodar, la noia era amable i simpàtica. Va aconseguir un gos labrador i sovint la veien amb el gos de passeig. Un altre amic va afirmar que la Valentina intentava ajudar la gent i era tranquil·la i modesta. Segons s'afirmà, la noia no destacava especialment, tot i que era majoritàriament nocturna, caminava, anava de festa i li agradava beure. Es va graduar al Col·legi Pedagògic de Krasnodar amb honors, especialitzant-se en teatre i coreografia. Somiava en mudar-me a Moscou i construir-hi una carrera, però va decidir fer aquest pas només després de la mort de la meva mare i la seva àvia el 2019.